# Pierre-Augustin Caron de Beaumarchais
Pierre-Augustin Caron de Beaumarchais (24. ledna 1732 Paříž – 18. května 1799 Paříž) byl francouzský dramatik proslulý svými třemi hrami o Figarovi. Za svého života byl také hodinářem, vynálezcem, hudebníkem, politikem, tajným agentem, nakladatelem, obchodníkem se zbraněmi a v neposlední řadě i revolucionářem ve dvou revolucích (americké a francouzské).

## Dětství a mladá léta
Pierre-Augustin Caron se narodil v neurozené rodině pařížského hodináře jako jediný syn mezi pěti dcerami. Rodina jeho otce byla obstojně zámožná, a tak Pierrovo dětství proběhlo šťastně a bezstarostně.
Ve třinácti letech byl vzat do učení, aby mohl pokračovat v otcově podniku. Pierre v učení dobře prospíval, někdy mezi léty 1751–1753 dokonce vylepšil hodinový strojek co do přesnosti určování času. O tento vynález se rozhořel spor s dalším hodinářem M. Lepautem, královským hodinářem, který si vynález nárokoval, a spor byl přednesen až před Akademii a rozřešen ve prospěch mladého Carona. Tato aféra z něj udělala svým způsobem celebritu jak mezi pařížskými měšťany, tak u dvora. Král si ho dal předvést a získal i skvělé zakázky, např. vytvořil hodinky připevněné na prsten pro Madame de Pompadour.
Caron se při první příležitosti zbavil své živnosti a zařídil si u dvora sinekuru – stal se v roce 1756 jako výborný flétnista a harfeník učitelem hry na harfu dcer Ludvíka XV. K tomuto postu mu pomohla Marie-Madeleine, žena nižšího královského úředníka Francqueta (rozená Aubertin). O rok později její manžel zemřel a vdova se brzy nato – 22. listopadu 1756 – provdala znovu – za Pierre-Augustina Carona. Caron tak získal podstatné jmění a podle vyženěných pozemků le Bois Marchais začal po brzké manželčině smrti (na tyfus) užívat jméno Pierre-Augustin Caron de Beaumarchais.

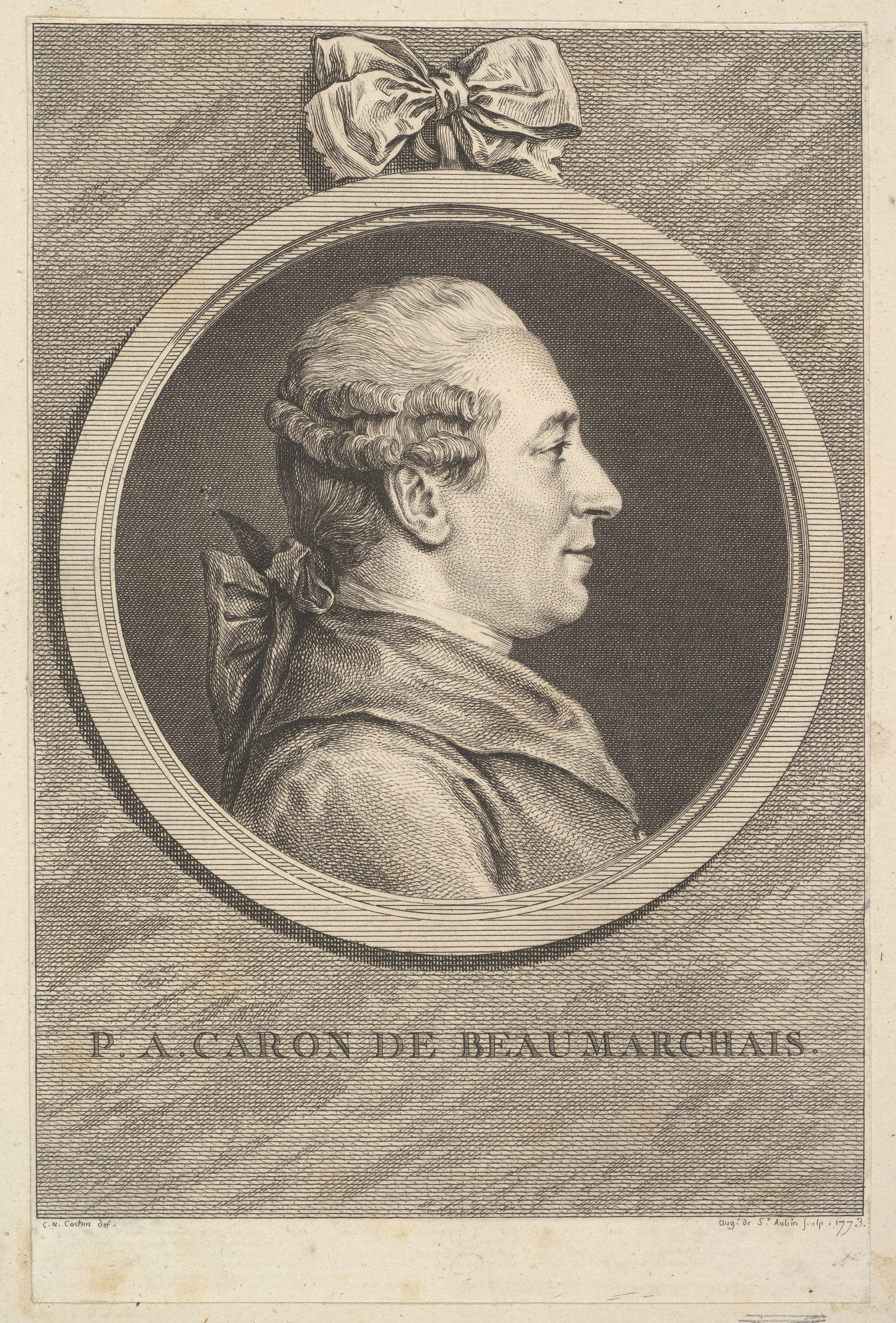
Pierre-Augustin Caron de Beaumarchais

V letech 1759–1760 se spřátelil s M. Pâris-Duverneym, stárnoucím podnikatelem a bankéřem a pod jeho vedením se pustil do spekulací. S Pâris-Duverneyho pomocí získal roku 1760 úřad královského sekretáře. V roce 1763 si zakoupil další úřad a stal se tak vedoucím lovčím.

## Ve Španělsku
Důležitou událostí pro jeho budoucí literární dílo se stala jeho několikaměsíční návštěva Španělska. Roku 1764 odjel do Madridu a strávil zde 10 měsíců, aby pomohl své sestře Lisette, kterou opustil její snoubenec – španělský literát José Clavijo. Beaumarchais jej proto vyzval na souboj, ale když Clavijo požádal španělské úřady o ochranu, skončil nakonec ve vězení, kde strávil celý měsíc. Pak se již mohl starat o obchodní záležitosti pro Pâris-Duverneyho a oslňovat v salónech a u královského dvora.
Důležité je, že si ze Španělska přivezl nápady týkající se své první divadelní hry a obecně ve svém díle těžil z typických postav, se kterými se ve Španělsku setkal. Sestřiny nepovedené zásnuby daly podnět k jeho prvotině Eugenie, která měla premiéru v Comédie-Française 29. ledna 1767. Hra pojednává o venkovské dívce, která v touze po postupu slíbí manželství bohatému šlechtici, ten ji ale zavrhne poté, co si najde partnerku společensky sobě rovnou. Hra v Paříži neměla úspěch, negativně ji hodnotil i Diderot, v zahraničí ale byla úspěšná, např. Goethe ji přeložil a uvedl na německou scénu.

## Druhé manželství
Beaumarchais se roku 1768 podruhé oženil s Genevièfve-Madeleine Lévèque (rozená Wattebled), ale ani toto manželství netrvalo dlouho – jeho žena v roce 1770 zemřela shodou okolností také na tyfus. Z manželství se narodil syn Augustin, který zemřel v roce 1772. Shoda okolností to byla natolik nápadná, že se v určitých kruzích objevily spekulace, že se svých manželek poté, co získal majetek, jedem zbavil. Beaumarchais se klepu bránil, ale ten zůstal dlouho v paměti, a dokonce i Puškin na něj naráží v „Mozartu a Salierim“.

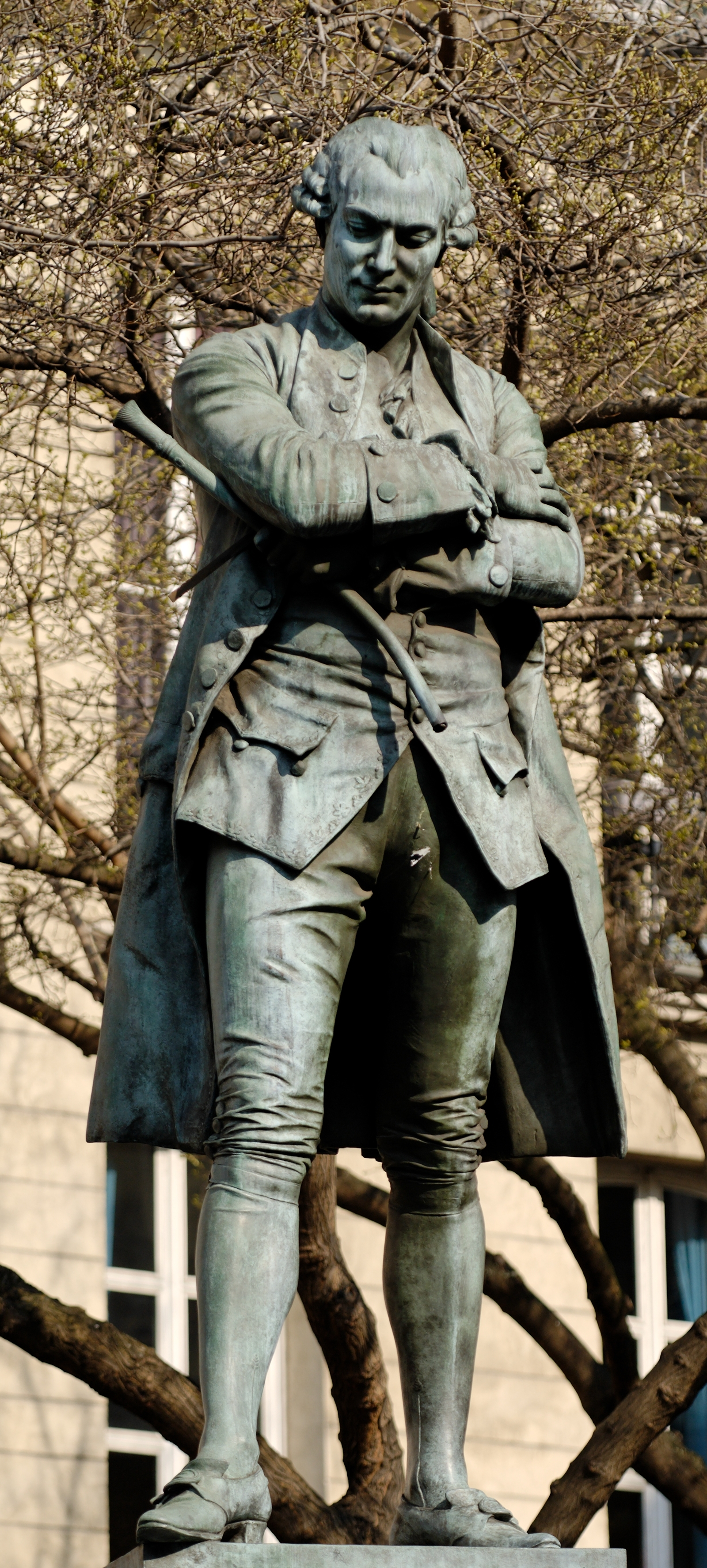
Beaumarchaisova bronzová socha z roku 1895 v Paříži (Rue Saint-Antoine a Rue des Tournelles, 4. pařížský obvod)

## Boj proti obviněním po smrti Pâris-Duverneye
Rok 1770 nebyl pro Beaumarchaise šťastný. Kromě smrti manželky, klepů okolo travičství a finančních potíží ztratil i dlouhodobého obchodního partnera: 17. července zemřel i Pâris-Duverney. Několik měsíců před jeho smrtí Beaumarchais a Pâris-Duverney uzavřeli smlouvu, dle které byl na Pâris-Duverneye přenesen Beaumarchaisův dluh 75 000 liber, Beaumarchais navíc získal 15 000 liber. Po smrti Pâris-Duverneye jeho jediný dědic hrabě de la Blanche pohnal Beaumarchaise před soud pro podvod a padělání listin. Verdikt z roku 1772 obviněného osvobodil, ale o rok později byl vlivem de la Blanchových známostí zrušen.
V této kritické době se Beaumarchais navíc zapletl do hádky s vévodou de Chaulnes na nanejvýš citlivé téma – vévodovu milenku. Žárlivý de Chaulnes mu vnikl do bytu a během hádky o herečku jej musel Beaumarchais vlastnoručně vyhodit z domu. Výsledkem byl pobyt ve vězení pro urážku šlechtice mezi únorem a květnem 1773. V této době se ovšem konalo obnovené řízení ohledně smlouvy s Pâris-Duverneyem a de la Blanche a jeho ochránce soudce Goezman využili Beaumarchaisovy absence během přelíčení a dosáhli rozhodnutí, dle kterého měl zaplatit celý dluh i s úroky, stejně jako soudní náklady. Tento rozsudek pro Beaumarchaise prakticky znamenal bankrot.

Beaumarchais se po návratu z vězení bránil způsobem sobě vlastním. Sepsal čtyřdílný pamflet „Mémoires contre Goezman“, který z něj v předrevoluční Francii udělal (ne naposledy) hrdinu dne a symbol sociální nespravedlivosti a útisku. Goezman odpověděl vznesením dalších obvinění, která vyřešil soud dne 26. února 1774 tak, že Beaumarchaise zbavil jeho občanských práv (kvůli urážkám obsaženým v pamfletu), Goezmana jeho místa u soudu a zrušil rozsudek nařizující zaplacení dluhu de la Blanchovi. Případ nabyl takové popularity, že Goezman musel opustit soudní budovu tajně zadním vchodem, aby se na něj nevrhl rozzuřený pařížský dav.

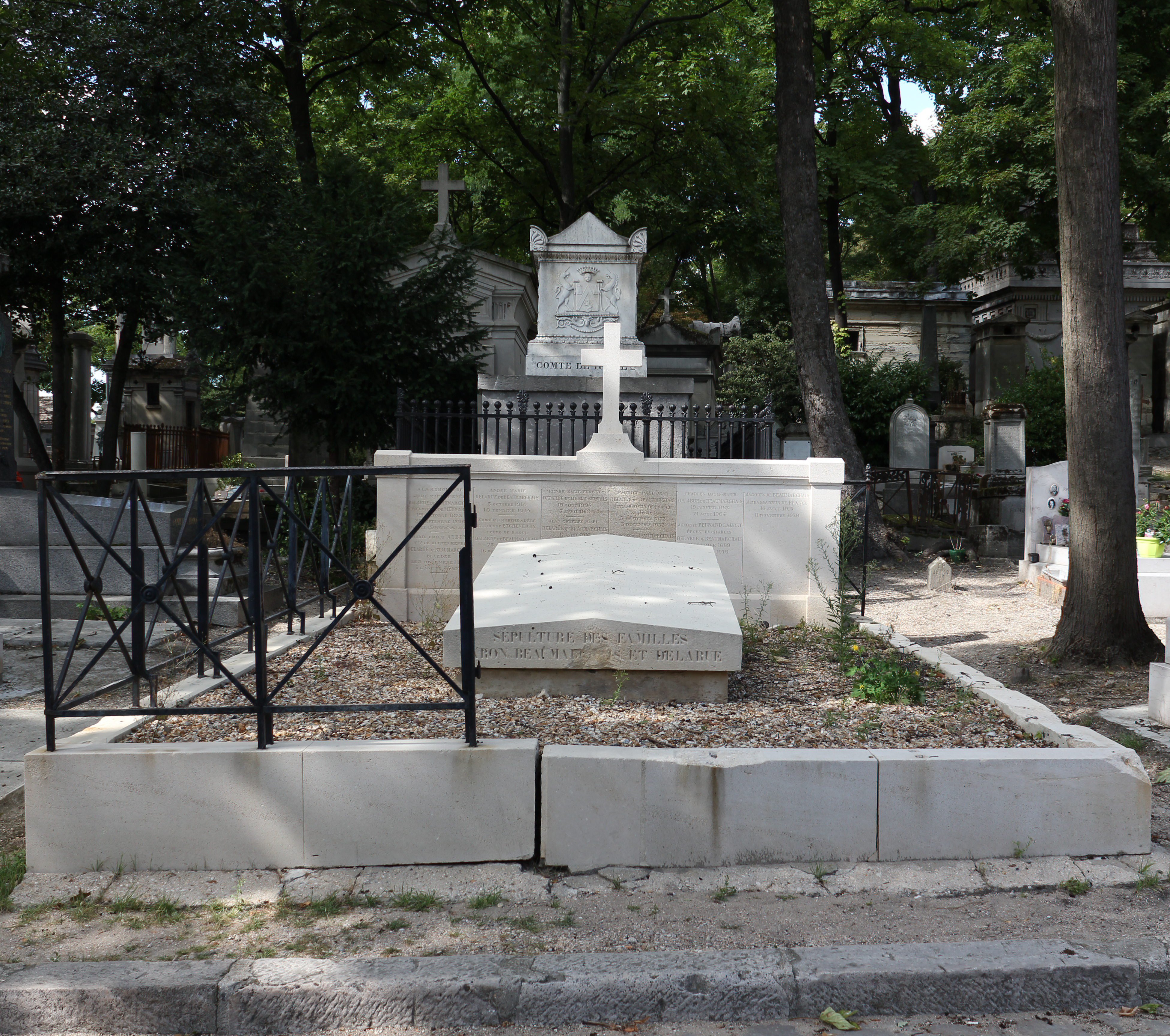
Beaumarchaisův hrob na pařížském hřbitově Père-Lachaise

## U dvora a americká revoluce
Beaumarchais se dal do služeb Ludvíka XV. a Ludvíka XVI., doufaje, že mu za zásluhy budou vrácena občanská práva. V následujících letech v královských službách v podstatě jako tajný agent podnikl mnoho cest do Londýna, Amsterdamu a Vídně. Jeho první velká cesta směřovala do Londýna, kde byl pověřen získat rukopis pamfletu „Les mémoires secrets d’une femme publique“, který se týkal milenky Ludvíka XV. Madame du Barry.
V této době se stal aktivním stoupencem americké revoluce, když mu Ludvík XVI., který nechtěl způsobit otevřenou roztržku s Anglií, ale na druhou stranu se snažil o co největší oslabení Anglie, dovolil založit společnost Roderigue Hortalez and Co., která za podpory francouzské a španělské koruny zásobovala Američany municí, zbraněmi a další potřebnou výbavou. Tento dobrodružný podnik opět přinesl Beaumarchaisovi v určitých kruzích popularitu, na druhou stranu jej takřka zruinoval, protože američtí povstalci nebyli schopni plnit své závazky. V roce 1776 mu francouzský parlament udělil zpět občanská práva a v roce 1779 jeho zásluhy ocenil v osobním dopise předseda Kongresu.

## Voltaire
V roce 1778 v Paříži zemřel Voltaire. Beaumarchais se rozhodl publikovat kompletní Voltairovo dílo, a to přesto, že bylo ve Francii přísně cenzurováno. Aby získal opravdu všechny Voltairovy práce, zcestoval celou Evropu a nakonec založil nakladatelství v německém Kehlu a vyhnul se tak francouzské cenzuře. V letech 1783–1790 bylo vydáno sedmdesát svazků Voltairova díla, ale celý podnik se nakonec ukázal jako prodělečný. Nicméně Beaumarchaisovi vděčíme za zachování Voltairových prací, které by bez něj byly pro současnost bezpochyby ztraceny.

## Třetí manželství
V roce 1786 se Beaumarchais potřetí a naposledy oženil, tentokrát s Marie-Thérèse de Willer-Mawlaz – ženou, která byla již 12 let jeho milenkou a se kterou měl dceru Eugénii.

## Francouzská revoluce
V roce 1787 se Beaumarchais dostal znovu do konfliktu s francouzskou justicí. Seznámil se s Madame Korman, jejíž manžel ji křivě obvinil z cizoložství s vidinou získání jejího věna. Celý případ se dostal před soud, Beaumarchais zde vystupoval na straně Mme Korman. Monsieur Korman do svých služeb získal úspěšného advokáta Nicolase Bergasse. 2. dubna 1790 byli Monsieur Korman a Bergasse uznáni vinnými z pomluv, byla ale paradoxně poškozena i Beaumarchaisova reputace, protože se v souvislosti s procesem začaly propírat i Beaumarchaisovy tajné služby koruně.
Mezitím vypukla francouzská revoluce, ale popularita Beaumarchaise začala upadat. Neměl sice finanční problémy, protože získal dost zásobováním Paříže pitnou vodou, a mohl si tedy v roce 1791 dovolit koupit přepychové sídlo v samotném centru Paříže. V srpnu 1792 byl opět jen krátce vězněn.
Snažil se o spolupráci s republikánskou armádou, když se jí pokusil prodat 60 000 pušek, které získal v Holandsku. Byl ovšem neschopný je skutečně dodat. Zatímco kvůli tomuto obchodu pobýval mimo Paříž, byl zahrnut do seznamu emigrantů (tedy vlastně royalistů). Nebylo pro něj možné se do Francie vrátit a dva a půl roku pobýval v exilu, většinou v Německu, než bylo jeho jméno ze seznamu odstraněno. V roce 1796 vrátil do Paříže, kde strávil v relativním klidu zbytek života. Zemřel v roce 1799 ve věku 67 let na mrtvici a byl pohřben na hřbitově Père-Lachaise v Paříži.

## Dílo

### Figarovské hry
Tři hry, ve kterých vystupuje Beaumarchaisova nejznámější postava Figaro, nesou názvy Le Barbier de Séville (Lazebník sevillský), Le Mariage de Figaro (Figarova svatba) a La Mère coupable (Provinilá matka). Patří mezi nejdůležitější francouzské hry epochy, kterou dovedně vystihují. Ve všech třech se objevují dvě postavy: Figaro a hrabě Almaviva, které obě vznikly na základě Beaumarchaisových cest ve Španělsku. V jejich vzájemném vztahu se odráží sociální skutečnosti před francouzskou revolucí, během ní a po ní. Vztah Almavivy a Figara začíná jako tradiční vztah pána a jeho sluhy v Lazebníkovi sevillském z roku 1773. Ve Figarově svatbě se stávají rivaly v boji o Zuzanku (personifikace třídního boje v předrevoluční Francii) a konečně v Provinilé matce se spojí, aby zvrátili pikle Begéarasse. Provinilou matku Beaumarchais nazval jako „druhého Tartuffa“ jako poctu Moliérovi a jeho hře.
Do určité míry jsou figarovské hry autobiografické. Don Guzman Brid’oison ve Figarově svatbě a Begéarass v Provinilé matce byli karikaturami dvou Beaumarchaisových soupeřů: Goezmana a Bergasse. Páže Cherubín ve Figarově svatbě se podobá mladému Beaumarchaisovi, který se pokusil z nešťastné lásky o sebevraždu. Zuzanka byla vytvořena podle Beaumarchaisovy třetí ženy Marie-Thérèse de Willer-Mawlaz.
Figarova svatba vznikla v roce 1775, ale poté, co ji během soukromého čtení slyšel Ludvík XVI. a pochopil satiru týkající se aristokracie, byla hra zakázána. Přesto se stala známou díky soukromým čtením. V roce 1784 byla hra králem konečně povolena a rychle se stala velmi populární, dokonce i mezi aristokracií. Mozartova opera měla premiéru jen o dva roky později.
Provinilá matka měla premiéru v roce 1792 v Paříži, v době, kdy už byla Beaumarchaisova sláva minulostí. Všechny tři hry se dodnes těší oblibě a jsou často hrány.

### Seznam děl
- V 60. letech vytvořil několik jednoaktovek:
  - Les Député de la Halle et du Gros-Caillou
  - Colin et Colette
  - Les Bottes de sept lieues
  - Jean Bête à la foire
  - Œil pour œil
  - Laurette
- 1765 – Le Sacristan
- 1767 – Eugénie drama, premiéra v Comédie-Française
- 1767 – L’Essai sur le genre dramatique sérieux
- 1770 – Les Deux amis ou le Négociant de Lyon drama, premiéra v Comédie-Française
- 1773 – Le Barbier de Séville ou la Précaution inutile komedie, premiéra v Comédie-Française 3. ledna 1775
- 1774 – Mémoires contre Goezman
- 1775 – La Lettre modérée sur la chute et la critique du «Barbier de Séville»
- 1778 – La Folle journée ou Le Mariage de Figaro komedie, premiéra v Comédie-Française 2. dubna 1784
- 1784 – Préface du mariage de Figaro
- 1787 – Tarare opera s hudbou Antonio Salieriho, premiéra v Opéra de Paris
- 1792 – La Mère coupable ou L’Autre Tartuffe drama, premiéra v Théâtre du Marais 26. června
- 1799 – Voltaire et Jésus-Christ

## Dílo spojené s Beaumarchaisem
- 1774 – Clavigo – drama, Goethova hra podle Beaumarchaisových pamětí
- 1786 – Le Nozze di Figaro opera založená na hře stejného názvu s libretem Lorenzo Da Ponte a hudbou Wolfganga Amadea Mozarta
- 1782 – Il Barbiere di Siviglia, ovvero La precauzione inutile opera založená na hře stejného názvu, autor libreta neznámý, hudba Giovanni Paisiello, přepracováno v roce 1787
- 1816 – Il Barbiere di Siviglia opera založená na hře stejného názvu s libretem Pietra Sterbiniho a hudbou Gioacchino Rossiniho
- 1905 – Chérubin opera podle stejnojmenné hry, hudba Jules Massenet, autor libreta neznámý
- 1940 - Beaumarchais oder Die Geburt des Figaro - Drama Friedricha Wolfa
- 1948 – Lišky na vinici historický román Liona Feuchtwangera, Beaumarchais jednou z hlavních postav
- 1950 – Beaumarchais komedie od Sacha Guitry
- 1966 – La Mère coupable opera podle stejnojmenné hry, hudba a libreto Darius Milhaud
- 1991 – The Ghosts of Versailles opera podle La mère coupable, hudba John Corigliano, libreto William M. Hoffman
- 1991 – Den brottsliga modern, opera podle La mère coupable, music od Inger Wikströma, libreto Inger Wikström a Mikaael Hylin.
- 1996 – Beaumarchais l’insolent film založený na hře Guitryho, režie Éduard Molinaro